# چونگ اون-سون
چونگ اون-سون (انگلیسی: Chung Eun-soon؛ زادهٔ ۱۸ ژوئیهٔ ۱۹۷۱)  بازیکن زن بسکتبال اهل کره جنوبی بود. وی در بازی‌های المپیک تابستانی ۱۹۹۶ و ۲۰۰۰ شرکت کرده‌است.